# 니콜로 타르탈리아

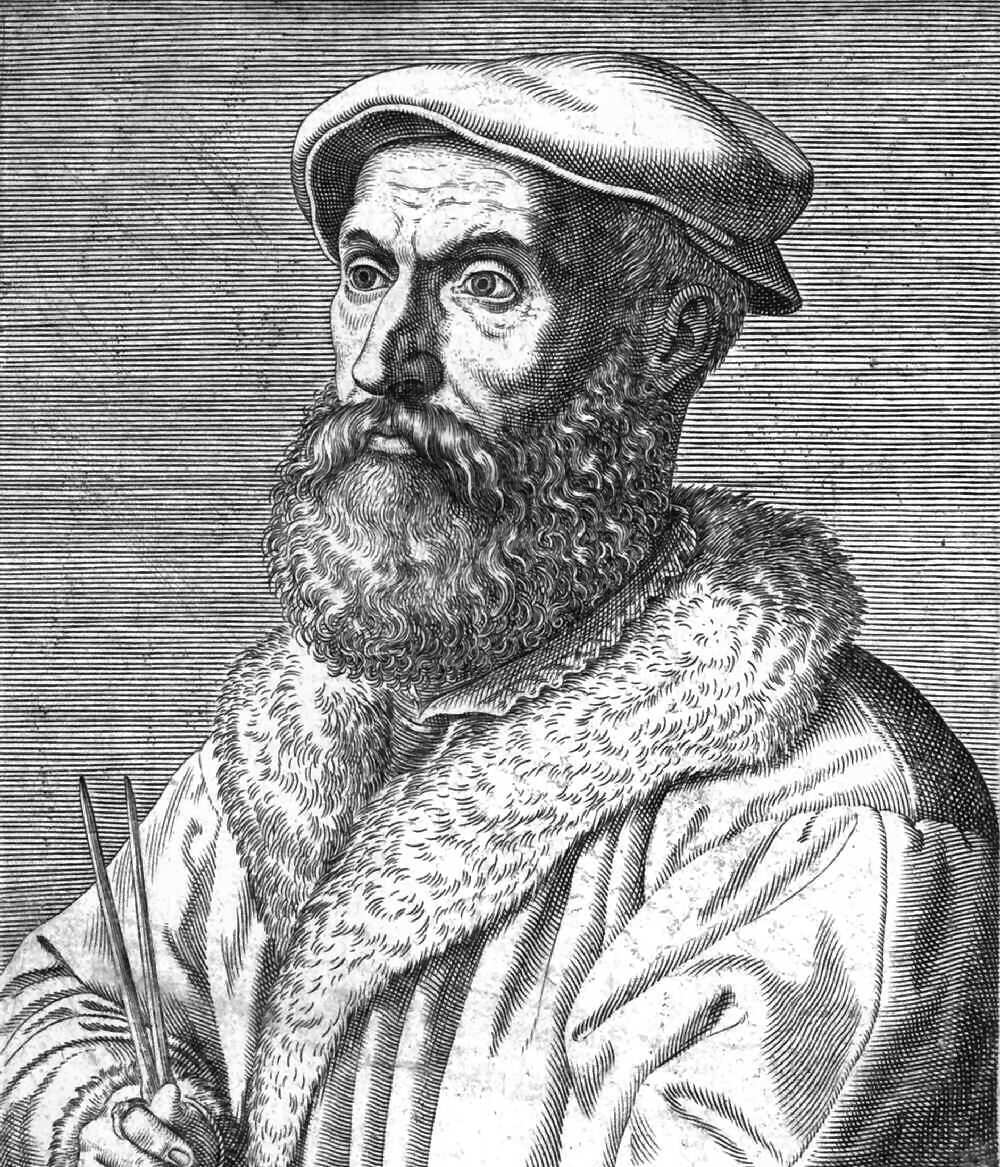
니콜로 타르탈리아

니콜로 폰타나 타르탈리아(이탈리아어: Niccolò Fontana Tartaglia, 1499년 ~ 1557년 12월 13일)는 이탈리아의 수학자다.

## 생애 및 업적
본명은 니콜라 폰타나(Nicola Fontana)이다. 브레시아 출신으로, 어린 시절 프랑스 군대가 침입해 와 만행을 저지를 때 아버지를 잃었다. 프랑스 병사에 의해서 혀에 부상을 입고 말더듬이가 되어 tartaglia(말더듬이)라는 별명을 얻게 되었다. 3차방정식의 해법을 발견하였으나 발표하지 않고 있다가, 카르다노의 요청으로 3차 방정식의 해법을 다른 사람들에게 가르쳐주지 않는 조건으로 알려줬다. 하지만 카르다노가 저서(아르스 마그나)에 3차방정식의 해법을 실어 이후 "3차방정식의 해법"은 "카르다노의 공식"으로 불렸다. 포술학도 연구하였다.

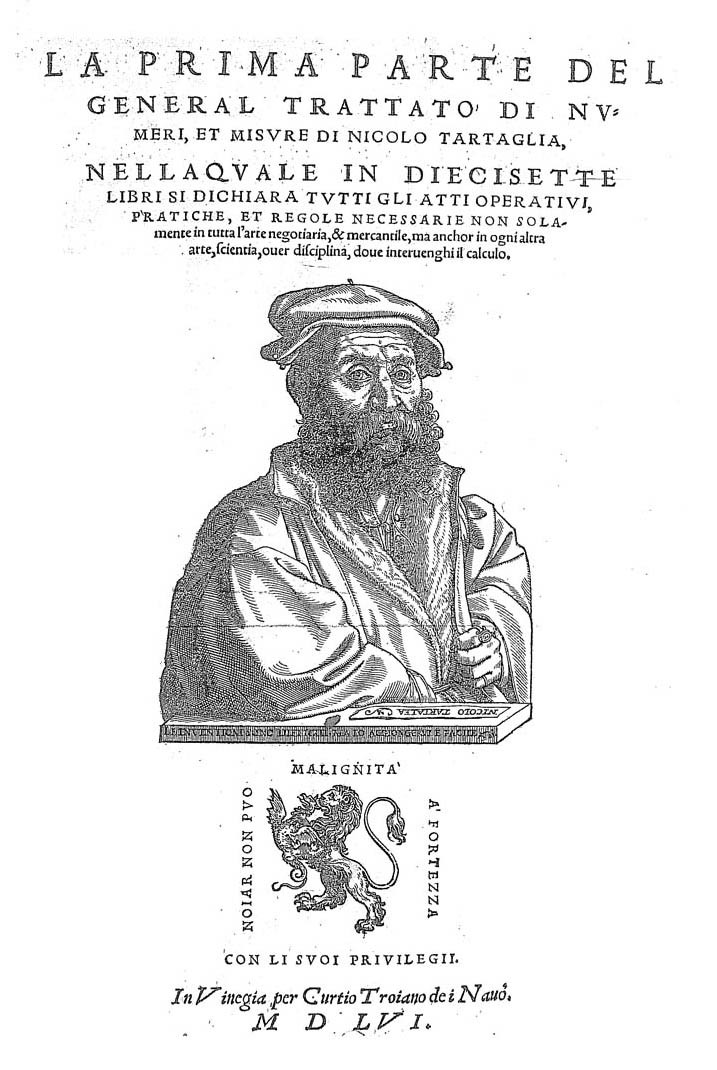
General trattato de' numeri et misure, 1556

## 같이 보기
- 3차방정식

## 참고 문헌
- School of Mathematics and Statistics University of St Andrews, Scotland